# Andrij Cwik
Andrij Stepanowycz Cwik, ukr. Андрій Степанович Цвік, ros. Андрей Степанович Цвик, Andriej Stiepanowicz Cwik (ur. 9 lutego 1971 w Komunarsku, w obwodzie ługańskim) – ukraiński piłkarz, grający na pozycji pomocnika, trener piłkarski.

## Kariera piłkarska

### Kariera klubowa
Wychowanek DJuSSz Komunareć Komunarsk. Pierwszy trener H.K.Czernoszczekow. W 1987 rozpoczął karierę piłkarską w klubie Budiwelnyk Komunarsk, który jesienią 1989 zmienił nazwę na Stal. Przez całą karierę był wierny rodzimemu klubowi, w barwach którego rozegrał na profesjonalnym poziomie 528 meczów, strzelił 58 goli (Mistrzostwa ZSRR: Druga Liga – 49 meczów, 7 goli; Mistrzostwa Ukrainy: Wyższa Liha – 14 meczów, 1 gol; Pierwsza Liha – 429 meczów, 43 goli; Puchar Ukrainy – 36 meczów, 7 goli). Latem 2005 zakończył karierę piłkarską.

## Kariera trenerska
Po zakończeniu kariery zawodniczej od 2005 pracuje w sztabie szkoleniowym Stali Ałczewsk. Najpierw od czerwca 2005 do maja 2007 pomagał trenować drużynę rezerwową, a potem pierwszą drużynę.

## Sukcesy i odznaczenia

### Sukcesy klubowe
- mistrz Pierwszej Lihi Ukrainy: 2004
- wicemistrz Pierwszej Lihi Ukrainy: 2000
- brązowy medalista Pierwszej Lihi Ukrainy: 1996

### Sukcesy indywidualne
- rekordzista Pierwszej Lihi Ukrainy w ilości rozegranych meczów: 429 meczów

### Odznaczenia
- tytuł Mistrza Sportu Ukrainy: 2005